# Paulo Lemos
Paulo Lemos (Açores, Ilha Terceira, 2 de Setembro de 1984) é um músico e produtor musical de Portugal.

## Biografia
Forma o seu primeiro grupo aos dezasseis anos, a banda punk rock açoriana Paradigma.  Foi com este projecto musical que subiu a um palco pela primeira vez. Esta banda existiria durante 2 anos, tendo o seu fim em 2002. Em 2003 funda a primeira banda punk hardcore Açoriana, os Resposta Simples, "um dos mais conhecidos nomes do panorama açoriano actual".
Em Dezembro 2003 lança a maqueta "Resposta Simples", em formato K7, de nome homónimo.
Em Agosto 2004 realiza o "Festival Acção Directa", que contou com a presença dos Mata-Ratos. Esta seria primeira vez que viriam aos Açores.  Em Dezembro 2004 edita o primeiro EP da sua banda, o "Teatro da Vida" e realiza o concerto de lançamento na Ilha Terceira. Além deste, continua a produzir concertos de rock com frequência.
Em Janeiro 2005 funda a primeira editora e produtora independente açoriana, a "Impulso Atlântico". Em Abril de 2005 edita o seu primeiro lançamento através da Impulso Atlântico, o demo CD  da banda terceirense "Manifesto" e produz o concerto de lançamento do demo-cd dos Manifesto, na Ilha Terceira.[carece de fontes?]
Em Junho 2005 realiza o seu primeiro concerto no continente português, em Coimbra. Esta seria a primeira vez que os Resposta Simples actuariam em Portugal continental. Edita de seguida pela Impulso Atlântico o EP dos Resposta Simples "Revolução Pessoal"[carece de fontes?] e com este "o Punk Hardcore nacional ganhou sem dúvida e em definitivo um novo nome a reter." [carece de fontes?]
Em Agosto 2005 realiza a segunda edição do "Festival Acção Directa", que contou com a presença de 4 bandas nacionais: Pointing Finger, Freedoom, Fitacola e Get Lost.[carece de fontes?]
Em Março de 2006 edita a primeira compilação dupla portuguesa com 50 bandas alternativas[carece de fontes?] do género punk e hardcore, o "Ataque Frontal"[carece de fontes?]. Em Maio de 2006 realiza uma tour nacional (Cascais, Torres Novas e Coimbra) para promoção do "Ataque Frontal".[carece de fontes?]
Em Dezembro de 2007 edita o demo CD dos Greg The Killer "Creations of a last minute".[carece de fontes?] Em Maio de 2008 edita pela Impulso o álbum de estreia dos Resposta Simples, Sonho Peregrino.  Em Julho de 2008 co-produz o documentário "Salvem o Mosh Pit" que aborda esta dança e conta com a participação de António Freitas, António Pires, Fernando Ribeiro, João Ribas, Jonny Simbiose, Richie FTG, entre outros . Em Maio de 2009 é convidado a integrar a Associação Cultural JAÇOR, responsável pela produção do festival de verão terceirense Azure  e co-produz assim, nos 2 anos seguintes, a 4º e 5º edição deste festival.
Em 2012 foi investigador do projeto  "Keep it simple, make it fast! Prolegómenos e cenas punk, um caminho para a contemporaneidade portuguesa (1977-2012)" (PTDC/CS-SOC/118830/2010)" , da Universidade do Porto.
Em 2013 produz o "PUNK ROCK ATÉ AOS OSSOS!" , que contou com a participação de seis Repúblicas de Coimbra e, em 2014, conceitualiza e funda o "Cria'ctividade" , semana alternativa à praxe na Universidade de Coimbra.

## Historial de Bandas
- Paradigma (2000-2002)
- Resposta Simples (2003-2013)
- Greg the Killer (2007-2008)
- Hamato Yoshi (2011-2012)

## Discos editados
- Resposta Simples - s/t (Dezembro 2003)
- Resposta Simples - Teatro da Vida (Dezembro 2004)
- Manifesto - s/t (Março 2005)
- Resposta Simples - Revolução Pessoal (Junho 2005)
- Fora de Mão - Guerra de Sangue (Janeiro 2006)
- Ataque Frontal - O underground português XXI (Maio 2006)
- Greg the Killer - Creations of a Last Minute (Dezembro 2007)
- Resposta Simples - Sonho Peregrino (Maio 2008)
- Charogne Stone / Fatal Nunchaku (Julho 2008)
- Resposta Simples - Gaia (Dezembro 2010)
- Resposta Simples/ Carlos Crüzt (Dezembro 2012)
- Addenda / Hamato Yoshi (Janeiro 2014)

## Eventos produzidos
2005
| Nome do Evento                                   | Bandas                                                            | Venue                          | Localização       |
| ------------------------------------------------ | ----------------------------------------------------------------- | ------------------------------ | ----------------- |
| Festival Acção Directa                           | Mata-Ratos + Resposta Simples + Manifesto + Footprints + Punkrias | Salão de Danças do Posto Santo | Angra do Heroísmo |
| Manifesto Release Demo CD Party                  | Manifesto + Resposta Simples                                      | Fanfarra Operária              | Angra do Heroísmo |
| Resposta Simples Revolução Pessoal Release Party | Resposta Simples + Manifesto                                      | Fanfarra Operária              | Angra do Heroísmo |
| Impulso Fest                                     | Fitacola + Resposta Simples + Atake Kardíako + Hornet             | Discoteca "Via Latina"         | Coimbra           |
| XMas Fest                                        | Resposta Simples + Punkrias + Mau Mouse                           | Café Dona Amélia               | Angra do Heroísmo |

2006
| Nome do Evento             | Bandas                                                                    | Venue                            | Localização       |
| -------------------------- | ------------------------------------------------------------------------- | -------------------------------- | ----------------- |
| Festival Accção Directa II | Freedoom + Pointing Finger + Fitacola + Get Lost + bandas locais          | Salão de Danças do Posto Santo   | Angra do Heroísmo |
| Ataque Frontal Tour        | Piss!! + Left Hand + My Flying Grandma                                    | Lotus Bar                        | Cascais           |
| Ataque Frontal Tour        | White Lie + Resposta Simples                                              | Ribas Café                       | Torres Vedras     |
| Ataque Frontal Tour        | Mata-Ratos + Fitacola + White Lie + Resposta Simples + Coiratos Violentos | Centro de Trabalhadores de Celas | Coimbra           |

2007
| Nome do Evento                    | Bandas                                     | Venue                           | Localização |
| --------------------------------- | ------------------------------------------ | ------------------------------- | ----------- |
| Matiné Hardcore                   | The FA (DE) + Nightmare 11 + Big Fat River | Centro Cultural Artes Jah Nasce | Coimbra     |
| Hardcore on High Level            | Greg The Killer + Spellbound               | Centro Cultural Artes Jah Nasce | Coimbra     |
| Festival Nascente                 | Un-X-Pected + Resposta Simples             | Centro Cultural Artes Jah Nasce | Coimbra     |
| Make It Up Yourself               | Ofensiva (Galiza) + bandas locais          | Centro Cultural Artes Jah Nasce | Coimbra     |
| Lançamento EP dos Greg the Killer | Greg The Killer + bandas convidadas        | Centro Cultural Artes Jah Nasce | Coimbra     |

2008
| Nome do Evento                           | Bandas                                      | Venue                           | Localização |
| ---------------------------------------- | ------------------------------------------- | ------------------------------- | ----------- |
| Keepin' It Real                          | Harakiri + Greg The Killer                  | Centro Cultural Artes Jah Nasce | Coimbra     |
| Lançamento do álbum dos Resposta Simples | Resposta Simples + X-Cons                   | Centro Cultural Artes Jah Nasce | Coimbra     |
| Life Is War                              | Step Out + Greg The Killer + A Step To Fall | Centro Cultural Artes Jah Nasce | Coimbra     |

2010
| Nome do Evento           | Bandas                                        | Venue                 | Localização       |
| ------------------------ | --------------------------------------------- | --------------------- | ----------------- |
| Express The Music In You | Prótese Involuntária + DJs                    | República dos Kágados | Coimbra           |
| Festa Reggae "Sem Terra" | Sem Terra + DJs                               | República dos Kágados | Coimbra           |
| Festival Azure           | Mata-Ratos + One Man Hand + Macacos do Chinês | São Brás              | Angra do Heroísmo |

2011
| Nome do Evento             | Bandas                                                                    | Venue                 | Localização       |
| -------------------------- | ------------------------------------------------------------------------- | --------------------- | ----------------- |
| Pré-Centenário dos Kágados | Noite de Xadrez + Noite de Poesia + Maratona 24h de filmes + Chá-Concerto | República dos Kágados | Coimbra           |
| Festival Azure             | Homens da Luta + RAMP + Virgem Suta + bandas locais                       | São Brás              | Angra do Heroísmo |

2012
| Nome do Evento             | Bandas                                                                    | Venue                 | Localização       |
| -------------------------- | ------------------------------------------------------------------------- | --------------------- | ----------------- |
| Festival Azure             | Amor Electro + Dany Silva + Fitacola + bandas locais                      | São Brás              | Angra do Heroísmo |
| Aniquilação Humana Fest    | Wake The Dead (FR) + Hamato Yoshi + Motim + Old Trees                     | República dos Kágados | Coimbra           |
| Pré-Centenário dos Kágados | Noite de Xadrez + Noite de Poesia + Maratona 24h de filmes + Chá-Concerto | República dos Kágados | Coimbra           |
| Solta a K7 quem há em ti!  | Resposta Simples + Lithium + Mufasa + Punkrias + Skapatória (DJ)          | Casa do Sal           | Angra do Heroísmo |

2013
| Nome do Evento                     | Bandas | Venue                                                                                | Localização |
| ---------------------------------- | --- | ------------------------------------------------------------------------------------ | ----------- |
| Concerto Kagadal                   | Pollos Hermanos (ES) + Hamato Yoshi | República dos Kágados                                                                | Coimbra     |
| Festival "Punk Rock Até Aos Ossos" | Hamato Yoshi + Come Cacos + Disthrone + Shithmouth + Erro Crasso + Old Trees + 53A + SIStema + Misantropia + Estado de Sítio + Repressão Caótica + Self-Rule + Fina Flor do Entulho + Dead By Pregnancy + Battlescars + The Unholy | República dos Kágados + República Spreit'-ó-furo + República dos Corsários das Ilhas | Coimbra     |
| Concerto nos Kágados               | La Casa Fantom (NO) + Urtiga | República dos Kágados                                                                | Coimbra     |
| Matiné Kagadal                     | Addenda (ES) + Hamato Yoshi | República dos Kágados                                                                | Coimbra     |
| Tarde de Sol Kagadal               | One Thousand Directions (FR) | República dos Kágados                                                                | Coimbra     |
| Matiné Kagadal                     | This Routine Is Hell (DE) + Local Trap | República dos Kágados                                                                | Coimbra     |
| Pré-Centenário dos Kágados         | Noite de Xadrez + Noite de Poesia + Tarde de Yoga e Artes Circenses + Chá-Concerto | República dos Kágados                                                                | Coimbra     |
| A Noite É Uma Bruxa Preta          | Kapitalistas Podridão + Araponga + PT-Core Soundsystem | Casa da Madeira                                                                      | Coimbra     |

2014
| Nome do Evento     | Bandas                                     | Venue                                                | Localização |
| ------------------ | ------------------------------------------ | ---------------------------------------------------- | ----------- |
| Concerto Punk Rock | Death by Snu Snu (FIN) + Carne Pa Canhão   | República dos Kágados                                | Coimbra     |
| Cria'ctividade     | "Semana de Integração Alternativa à Praxe" | Universidade de Coimbra e onze Repúblicas estudantis | Coimbra     |

## Publicações
- Lemos, Paulo (2015). Vida Suburbana. Açores, Ilha Terceira: Associação Cultural Burra de Milho
- Lemos, Paulo et al. (2015). Entre o Sono e o Sonho - Antologia de Poesia Contemporânea - Vol VI. "A Despedida". Portugal: Chiado Editora
- Lemos, Paulo et al. (2016). Entre o Sono e o Sonho - Antologia de Poesia Contemporânea - Vol VII. "Porto". Portugal: Chiado Editora
- Lemos, Paulo et al. (2018). Entre o Sono e o Sonho - Antologia de Poesia Contemporânea - Vol X. "Amor Sazonal". Portugal: Chiado Editora

## Citações
- André, Isabel; Machado, Aquilino e Barata-Salgueiro,Teresa (2016). "INOVAÇÃO URBANA, UTOPIA E ARTES. O BAIRRO DE ALVALADE EM LISBOA". Universitat de Barcelona: XIV Coloquio Internacional de Geocrítica - Las utopías y la construcción de la sociedad del futuro, 17, - Barcelona, 2-7 de mayo
- Castro, Raquel (2014). A subcultura Rockabilly em Portugal, o antigo na era do moderno. Portugal: ISCTE-IUL
- Jesus, J. D. F. D. (2015). " Corpo diplomático": punk e modificação corporal (Master's thesis, FEUC).
- Fialho, Lia & Lopes, Tania (2017). Docência e formação: percursos e narrativas. Brasil: Editora da Universidade Estadual do Ceará – EdUECE
- Fontenele, Flor (2017). Memórias de uma remanescente punk e educadora social. Anais do VI Seminário Nacional Gênero e Práticas Culturais. Brasil: João Pessoa – PB. Universidade estadual do Ceará
- Guerra, P; Alves, T. M.; Souza, L. Para uma nova caixa de Pandora: esboço de um roteiro heurístico pela sociologia da música. Música Popular em Revista, Campinas, ano 4, v. 1, p. 102-134, jul.-dez. 2015.
- Guerra, P., & Quintela, P. (2016). Resistance culture and alternative media: the Portuguese punk fanzines. Sociologia, (80).
- Guerra, P., & Quintela, P. (2016). Culturas de resistência e média alternativos: os fanzines punk portugueses. Sociologia, Problemas e Práticas, (80), 69-94.
- Pessuto, Kelen (2016). O LADO BRICOLEUR DE PEDRO COSTA. Brasil: Universidade de São Paulo
- Marchi, R., & Zúquete, J. P. (2016). The Other Side of Protest Music: the extreme-right and skinhead culture in democratic Portugal (1974-2015). JOMEC Journal, (9), 48-69.
- Mendonça, Pedro Macedo (2013). O PUNK COMO FORMAÇÃO POLÍTICA: Um estudo de caso colaborativo na Casa Viva. Universidade de Aveiro: Departamento de Comunicação e Arte
- Morais, Soraia (2016). “THANK YOU FOR TRAGEDY, I NEED IT FOR MY ART” – O SOFRIMENTO COMO MOTOR DA OBRA E A OBRA COMO MEIO DE SOBREVIVÊNCIA PSÍQUICA. Portugal: ISPA – Instituto Universitário
- Neves, Guilherme (2012). Síntese da Biografia – Paulo Lemos. Portugal: Universidade de Coimbra
- Quintela, Pedro; Guerra, Paula (2017), “Ciências sociais, arquivos e memórias: considerações a propósito das culturas musicais urbanas contemporâneas, Sociologia: Revista da Faculdade de Letras da Universidade do Porto, Vol. XXXIII, pp. 155 - 181 DOI: 10.21747/08723419/soc33a8
- Santos, Ana Catarina (2019). O Rosa, o Punk e a Reutilização. Portugal: Universidade da Beira Interior
- Simões, Carlos (2018). O FANZINE PORTUGUÊS NO SÉCULO XXI: Contributo ilustrativo e artefactual para o património do fanzine português. Portugal: IPCA - Instituto Politécnico do Cávado e do Ave